# Shannon Evans
Shannon Evans   (Suffolk, 19 de juliol de 1994) és un jugador de bàsquet americà-guineà del Joventut de la Lliga ACB.

## Carrera esportiva
Va jugar als Buffalo de la NCAA durant dues temporades, on va aconseguir una mitjana de 15,4 punts, 3,2 rebots i 4,6 assistències per partit en el segon any, amb un 38% des de la línia de tres punts, i portant els Bulls al seu primer Torneig de la NCAA. Evans va ser inclòs al segon equip All-MAC. Les dues temporades següents les va jugar a Arizona State on la seva mitjana de 16,5 punts, 3,3 rebots i 3,5 assistències per partit van fer classificar també l'equip al Torneig de la NCAA. Com a sènior, Evans va rebre la Menció Honorífica All-Pac-12.
Després de no ser seleccionat al draft de l'NBA del 2018 va disputar la Lliga d'estiu de l'NBA amb els Houston Rockets, i en el mes d'agost de 2018 signa amb l'Atomerőmű SE de la lliga hongaresa.
Els seus bons números a Hongria fan que el 23 de juny de 2020 signi amb Pau-Orthez de la LNB Pro A francesa. El 5 de novembre va ser nomenat jugador de la setmana després d'aconseguir 27 punts i 11 assistències en la victòria per 90–81 sobre Le Mans Sarthe Basket. Evans va jugar cinc partits amb el Pau-Orthez i va fer una mitjana de 21,8 punts, 2,8 rebots i 8,4 assistències. El 26 de novembre de 2020 signa amb Bahçeşehir Koleji de la Superliga de bàsquet turca (BSL).
El 4 d'agost de 2021 va fitxar pel Real Betis Baloncesto de la Lliga ACB. Durant la campanya 2022-2023 va ser el màxim anotador de la Lliga ACB amb 21 punts per partit. El 18 de gener de 2023, Evans va signar amb el València Basket Club], equip que també jugava l'Eurolliga, fins a final de temporada amb opció a un any addicional. En 12 partits de l'Eurolliga, va fer una mitjana de 5,5 punts, 1,3 rebots i 2,3 assistències, jugant uns 13 minuts per partit, i el València no va exercir l'opció de renovació en acabar la temporada.
El 8 de gener de 2024 va fitxar pel Club Joventut Badalona, cobrint la baixa del lesionat Guillem Vives.